# Dolichoderinae
Dolichoderinae — підродина мурашок (Formicidae). Включає 24 роди і понад 650 видів.

## Опис
Ця підродина характеризується, наявністю одночленникової стеблинки і відсутністю жала, проте отвір на кінці черевця щілиновидний (на відміну від круглого ацидопора, оточеного волосками, характерного для представників Formicinae). У зв'язку з відсутністю жала долиходерини не можуть жалити, на відміну від ряду інших підродин мурашок, наприклад, Ponerinae і Myrmicinae.

## Роди

### Сучасні
- Триба Bothriomyrmecini Dubovikov, 2005
  - Arnoldius
  - Bothriomyrmex
  - Chronoxenus
  - Loweriella
  - Ravavy
- Триба Dolichoderini
  - Dolichoderus
- Триба Leptomyrmecini Emery, 1913 (=Iridomyrmecini Dubovikov, 2005)
  - Anillidris — один вид Anillidris bruchi Santschi, 1936
  - Anonychomyrma Donisthorpe, 1947 (близько 30 видів)
  - Azteca
  - Doleromyrma — один вид Doleromyrma darwiniana Forel, 1907(Австралія, Нова Зеландія)
  - Dorymyrmex Mayr, 1866
  - Forelius Emery, 1888
  - Froggattella
  - Gracilidris
  - Iridomyrmex
  - Leptomyrmex
  - Linepithema
  - Nebothriomyrmex
  - Ochetellus
  - Papyrius
  - Philidris
  - Turneria
- Триба Tapinomini Emery, 1913
  -  ?Amyrmex — один вид Amyrmex golbachi Kusnezov, 1953. У 2009 році він був знову виявлений (Ward & Brady, 2009)
  - Aptinoma Fisher, 2009[2]
  - Axinidris
  - Ecphorella — один вид Ecphorella wellmani Forel, 1909
  - Liometopum
  - Tapinoma
  - Technomyrmex

### Вимерлі
Відомі декілька вимерлих родів доліходерин : Alloiomma, Asymphylomyrmex, Elaeomyrmex, Elaphrodites, Emplastus, Eotapinoma, Eurymyrmex, Kotshkorkia, Miomyrmex, Petraeomyrmex, Proiridomyrmex, Protazteca, Zherichinius.